# Ягодня (Босния и Герцеговина)
Ягодня (серб. Јагодња / Jagodnja) — село в общине Братунац Республики Сербской Боснии и Герцеговины. Население составляет 60 человек по переписи 2013 года.